# محرك موجي
المحركات الموجية هي آلات صُممت وتم تشيدها في أواخر القرن التاسع عشر وبدايات القرن العشرين لإستخراج الطاقة من الموجات أو طاقة المد والجزر.
وتم القيام بالعديد من التجارب المعملية وصُمم أكثر من نموذج بأكثر من طريقة.
ولم يكن الهدف من تصميم المحركات الأولية آنذاك توليد الكهرباء، ولكنها كانت سابقًا تُستخدم لتشغيل المركبات الغير كهربائية.